# 라리사 라주티나
라리사 예브게니예브나 라주티나(러시아어: Лари́са Евге́ньевна Лазу́тина, 1965년 6월 1일~)는 러시아의 은퇴한 크로스컨트리 스키 선수로 결혼 전 성은 프티치나(러시아어: Пти́цына)이다. 올림픽에서 금메달 5개, 은메달 1개, 동메달 1개를 획득했고, 세계 선수권 대회에서 금메달 11개, 은메달 3개, 동메달 2개를 획득했다. 특히 1998년 동계 올림픽에서 메달 5개를 획득하며 나가노 올림픽 참가 선수 중 가장 뛰어난 활약을 펼쳤다. 이 활약으로 러시아 연방 영웅 칭호를 받았다. 그러나 2002년 동계 올림픽 기간에 약물 검사에서 양성 반응을 보였다. 이로 인해 2년 동안 선수 자격 정지 징계를 받았으며 징계가 끝난 후에도 복귀하지 않고 은퇴했다.

## 같이 보기
- 올림픽 다관왕 목록